# Alliés
Pour l’article ayant un titre homophone, voir Allier.
Pour les articles homonymes, voir Alliés (homonymie).

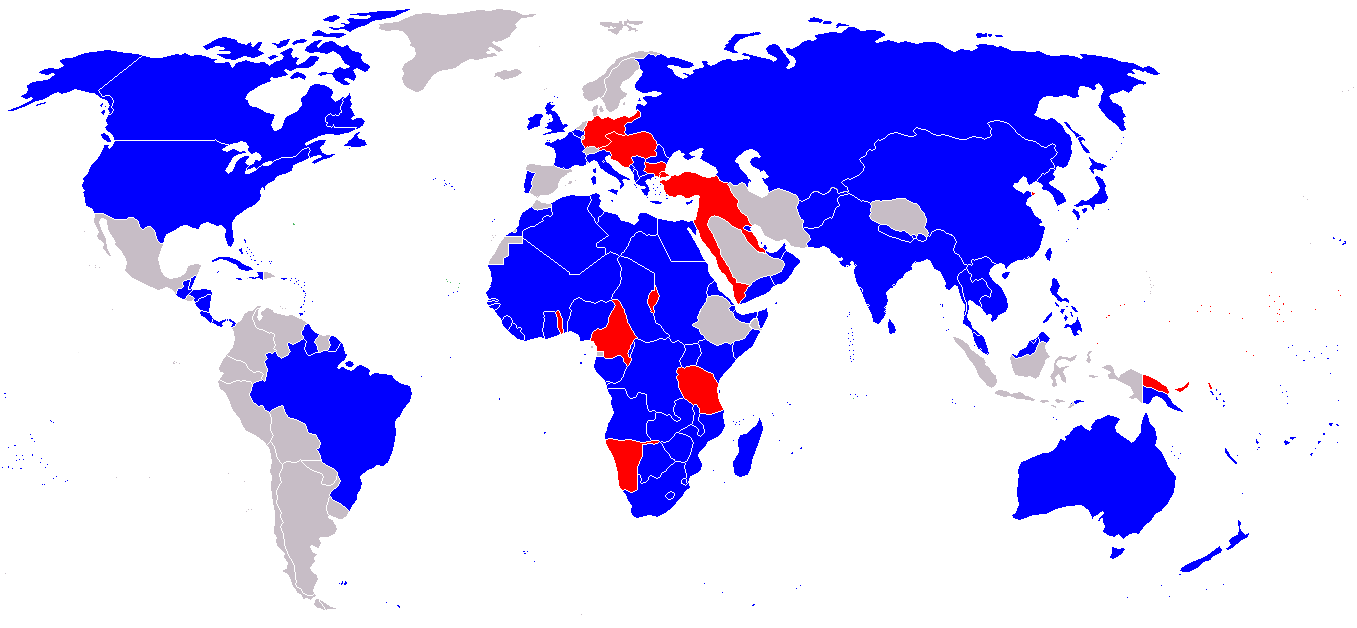
Carte représentant les camps en présence durant la Première Guerre mondiale. En rouge, les Empires centraux et leurs territoires. En bleu les Alliés et leurs territoires.

En général, les alliés sont les gens ou les groupes qui ont rejoint une alliance. Un traité formel n'est pas exigé pour être perçu en tant qu'allié cobelligérant, c'est-à-dire combattant aux côtés de quelqu'un.
En particulier, le terme « Alliés » désigne d’une part les pays opposés à la France durant les guerres napoléoniennes, et d’autre part les pays alliés avec elle durant la Première et la Seconde Guerres mondiales.
Aujourd'hui, le terme est utilisé pour désigner les membres de l'Alliance atlantique (OTAN).

## Significations historiques particulières

### Guerres napoléoniennes
Les Alliés désignent entre autres :
- L'Empire russe
- L'empire d'Autriche
- Le royaume de Prusse
- La Grande-Bretagne

Ces alliés pénétrèrent en France en 1814 et 1815 et replacèrent les Bourbons sur le trône de France (Louis XVIII).

### Première Guerre mondiale
Les Alliés désignent entre autres :
- la France,
- le Royaume-Uni et ses dominions dont le Canada, l'Australie, la Nouvelle-Zélande et l'Union d'Afrique du Sud,
- l'Empire russe (jusqu'en 1917)
- les États-Unis (depuis le 6 avril 1917)
- le royaume d'Italie (depuis le 23 mai 1915)

Les forces alliées sont également regroupées dans la Triple-Entente ; elles sont opposées aux forces de la Triplice.

### Seconde Guerre mondiale
Les Alliés désignent :
- le Royaume-Uni et les membres du Commonwealth dont le Canada, l'Empire indien, l'Australie et la Nouvelle-Zélande,
- les États-Unis (à partir du 7 décembre 1941), y compris les Philippines,
- l'Union soviétique (envahie en 1941 par l'Allemagne, qui brisa ainsi le pacte de non-agression dit pacte germano-soviétique),
- la république de Chine,
- la France (envahie en 1940 libérée en 1944),
- la Pologne  (envahie en 1939 libérée en 1945),
- la Belgique (envahie en 1940 libérée en 1944),
- le Luxembourg (envahi en 1940 libéré en 1944),
- les Pays-Bas (envahis en 1940 libérés en 1945),
- la Grèce  (envahie en 1941 libérée en 1944),
- la Yougoslavie (envahie en 1941 libérée en 1944),
- l'Italie (à partir de 1943 ; jusqu'alors membre de l'Axe).

Les pays d'Amérique du Sud et l'Amérique latine sont souvent considérés comme soutenant les Alliés et sont aussi comptés quelquefois parmi eux.
Les forces alliées sont opposées à celles de l'Axe Rome-Berlin-Tokyo.
Ce sont les cinq Alliés principaux (Chine, États-Unis, France, Royaume-Uni et URSS) qui devinrent les membres permanents du Conseil de sécurité des Nations unies.

## Toponyme
- La rue des Alliés est une voie publique de la commune française de Grenoble.